# Carl-Friedrich Stuckenberg
Carl Friedrich Stuckenberg (* 1964, em Düsseldorf) é um penalista alemão. É Professor Catedrático de Direito Penal e Direito Processual Penal (alemão e internacional), Direito Penal comparado e História do Direito Penal na Universidade de Bonn, Alemanha.

## Biografia
Graduou-se em Direito entre 1984 e 1990 na Faculdade de Direito da Universidade de Bonn, período em que também realizou cursos de direito comparado na Faculdade de Direito Comparado (Estrasburgo e Coimbra), bem como na London School of Economics.
Em 1992 obteve o LL.M na Faculdade de Direito da Universidade de Harvard. Entre 1992 e 1993 atuou como assistente de pesquisa junto à cátedra do Professor Hans-Ullrich Paeffgen no Instituto de Direito Penal da Universidade de Bonn. A partir de 1993 ocupou a mesma posição no Seminário de Filosofia do Direito na mesma universidade, coordenado pelo Professor Günther Jakobs. Após uma breve passagem no Tribunal Constitucional Federal da Alemanha, em 1997 obtém o título de Doutor em Direito.
De 2005 a 2008 atuou como professor universitário nas universidades de Marburgo, Dresden, Münster e Greifswald. Entre 2008 e 2011 foi professor Direito Penal, Direito Processual Penal, Direito Penal europeu e Direito Penal Internacional, bem como de Direito Comparado junto à Universidade de Saarlandes. Retorna a Bonn ainda em 1º de outubro de 2011, dessa vez como Professor Catedrático de Direito Penal e Direito Processual Penal (alemão e internacional), Direito Penal comparado e História do Direito Penal.

## Principais contribuições
A produção de Stuckenberg se concentra sobretudo nos temas que circundam aqueles de suas teses de doutorado e de habilitação, respectivamente a presunção de inocência e a imputação subjetiva (teorias dolo e do erro penalmente relevante). Em relação à primeira, o autor ofereceu um estudo pioneiro a partir de ampla pesquisa de direito comparado, defendendo, em oposição à ampla maioria, que a presunção de inocência existe para proteger a existência e a abertura do processo e tão somente por via indireta protege o réu. Segundo o professor alemão Thomas Weigend, concordando ou não com ou autor, trata-se de leitura obrigatória sobre o tema.
Por seu turno, a revisão das categorias do dolo e do erro no Direito Penal Internacional, fruto da sua tese de habilitação, obteve amplo reconhecimento pelos pares em razão da densidade e profundidade da abordagem, em que o autor oferece uma profunda incursão às doutrinas filosóficas, psicológicas, sociológicas e jurídicas sobre o tema.  O trabalho vem ganhando importância na discussão brasileira acerca do dolo, sobretudo a partir das leituras normativas.

## Principais obras
- Untersuchungen zur Unschuldsvermutung. Berlin: De Gruyter, 2012 (1997). ISBN 978-3-11-015724-6.
- Vorstudien zu Vorsatz und Irrtum im Völkerstrafrecht. Versuch einer Elementarlehre für eine übernationale Vorsatzdogmatik. Berlin: De Gruyter, 2011 (2007). ISBN 978-3-89949-380-1.
- Reflexões sobre o direito penal e o processo penal. Rio de Janeiro: Marcial Pons, 2021. ISBN 978-65-994688-8-9.